# Megalopsallus
Megalopsallus is een geslacht van wantsen uit de familie van de Miridae (Blindwantsen). Het geslacht werd voor het eerst wetenschappelijk beschreven door Knight in 1927.

## Soorten
Het genus bevat de volgende soorten:

- Megalopsallus adustus (Knight, 1927)
- Megalopsallus atriplicis (Knight, 1927)
- Megalopsallus brendae (Schuh, 2000)
- Megalopsallus brittoni (Knight, 1927)
- Megalopsallus californicus (Schuh, 2000)
- Megalopsallus diversipes (Knight, 1927)
- Megalopsallus ellae (Schuh & Schwartz, 2004)
- Megalopsallus ephedrae (Knight, 1968)
- Megalopsallus ephedrellus (Schuh, 2000)
- Megalopsallus femoralis (Kelton, 1980)
- Megalopsallus flammeus (Schuh, 2000)
- Megalopsallus froeschneri (Schuh, 1986)
- Megalopsallus humeralis (Van Duzee, 1923)
- Megalopsallus knowltoni (Knight, 1970)
- Megalopsallus latifrons (Knight, 1927)
- Megalopsallus marmoratus (Knight, 1968)
- Megalopsallus nicholi (Knight, 1968)
- Megalopsallus nigricaput (Schuh, 2000)
- Megalopsallus nigrofemoratus (Knight, 1968)
- Megalopsallus nuperus (Van Duzee, 1923)
- Megalopsallus pallidus (Knight, 1968)
- Megalopsallus parapunctipes (Schuh, 2000)
- Megalopsallus pictipes (Van Duzee, 1918)
- Megalopsallus punctatus (Schuh, 2000)
- Megalopsallus punctipes (Knight, 1968)
- Megalopsallus rubricornis (Knight, 1968)
- Megalopsallus rubropictipes (Knight, 1927)
- Megalopsallus sarcobati (Knight, 1969)
- Megalopsallus schwartzi (Schuh, 2000)
- Megalopsallus sparsus (Van Duzee, 1918)
- Megalopsallus teretis (Schuh, 2000)